# Маркова (Упоровський район)
Ма́ркова (рос. Маркова) — присілок у складі Упоровського району Тюменської області, Росія.
Населення — 142 особи (2010, 133 у 2002).
Національний склад станом на 2002 рік:
- росіяни — 92 %